# Divisiones administrativas de Kosovo

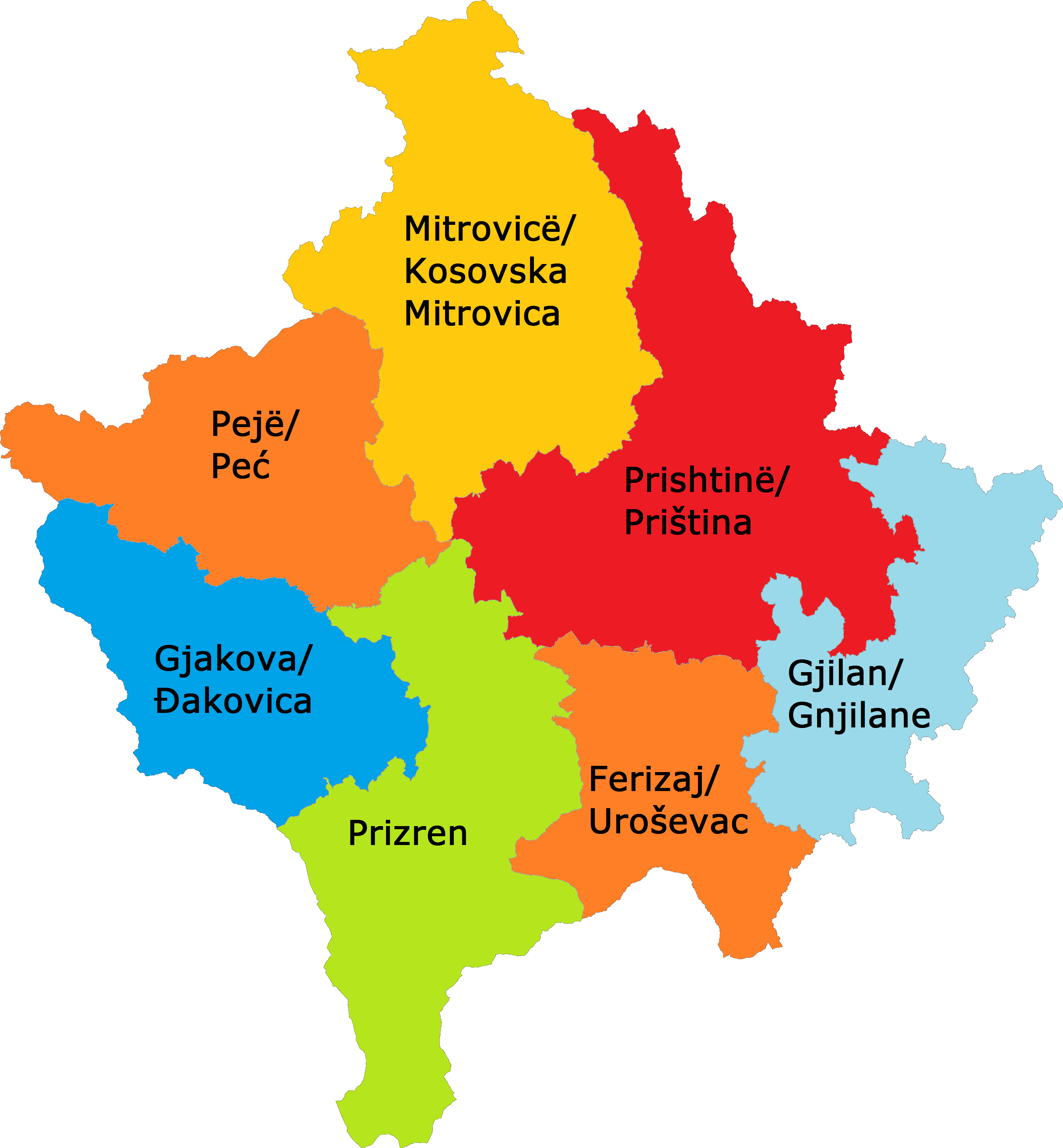
Distritos de Kosovo.

La División administrativa de Kosovo está constituida por 7 distritos que agrupan a 30 municipios de Kosovo, anteriormente dividida en 5 distritos que agrupaban 31 municipios. Kosovo es un estado con reconocimiento limitado, que no es reconocido por la Organización de las Naciones Unidas (ONU).

## Reforma de la UNMIK de 2000

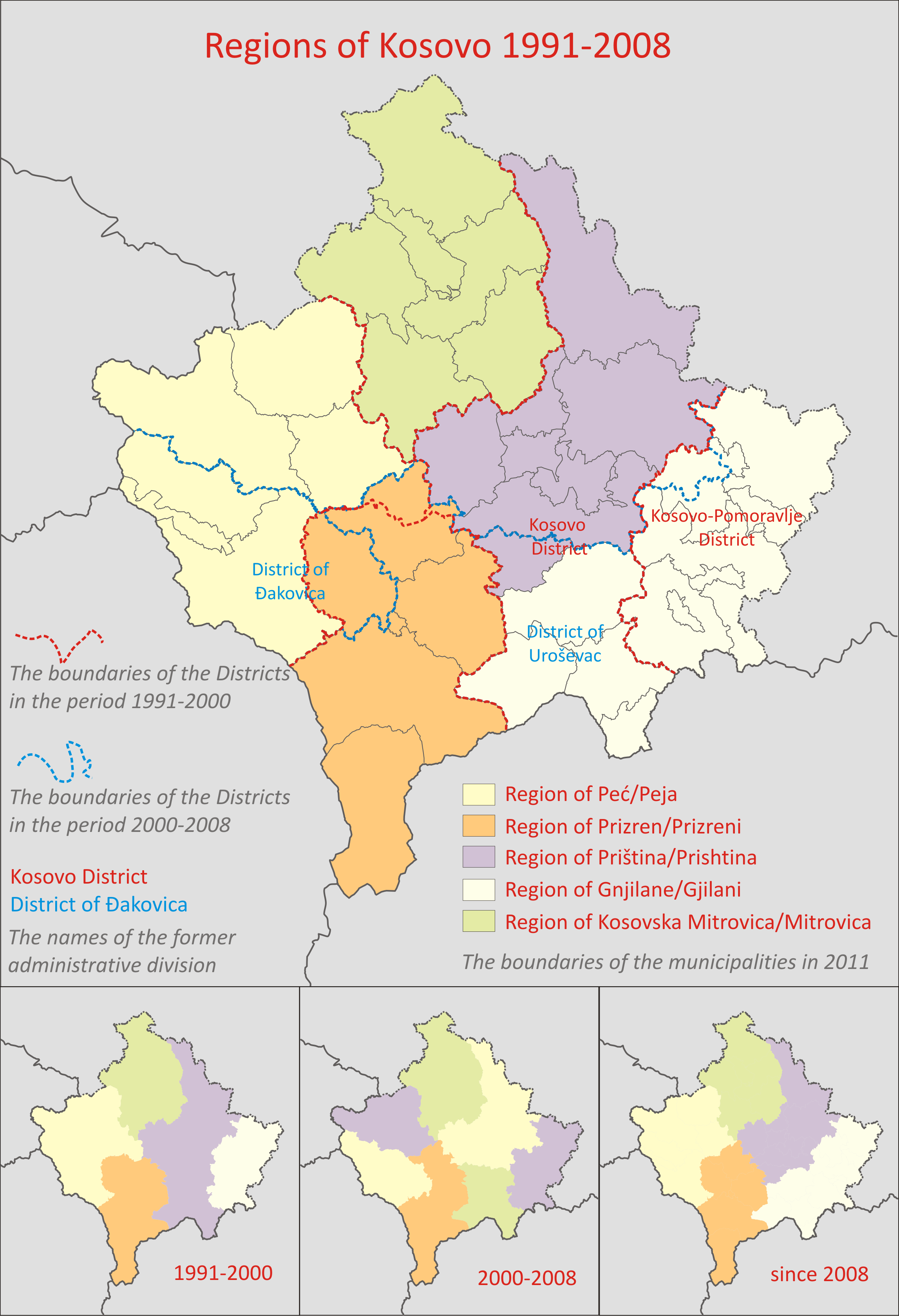
Cambios limítrofes en las divisiones regionales de Kosovo.

Los 5 antiguos distritos de Kosovo eran:
Peć, Kosovo Mitrovica, Prizren, Kosovo Pomoravlje y Kosovo que agrupaban 31 municipios de la provincia. Algunos de ellos sufrieron cambios:
- Peć: agrupaba a Istok, Klina, Pec, Decani y Dakovica de los cuales los dos últimos forman parte del Distrito de Gjakova. En el mapa de la izquierda se ven en color violeta, verde y algo de lila el antiguo distrito de Peć.

- Prizren: agrupaba a Orahovac, Suva Reka, Prizren, Opolje y Dragas; Dragas le fue incorporado el Municipio de Opolje, Orahovac se incorporó al Distrito de Dakovica, pero fue creada Malisevo con partes de Suva Reka, Klina, Glogovac y Orahovac, en el mapa de ve en color lila y verde el antiguo distrito de Prizren.

- Kosovo se cambió el nombre por Pristina, se le segregaron los Municipios de Urosevac, Kacanik, Stimlje y Strpce para formar el Distrito de Urosevac, pero se le incorporó el Municipio de Novo Brdo del Distrito de Gnjilane, al Municipio de Glogovac se le quitó algo de su territorio para dárselo al Municipio de Malisevo, Distrito de Prizren, en el mapa se observa en azul, rojo y algo de lila el Antiguo Distrito de Kosovo.

- Kosovo Pomoravlje su cambio fue de nombre por Gnjilane y el municipio de Novo Brdo pasó al distrito de Pristina, en verde algo más claro y azul se observa el antiguo distrito de Kosovo Pomoravlje.

## División político-administrativa
| Mapa | Distrito              | Capital            | Municipios                                                                    |
| ---- | --------------------- | ------------------ | ----------------------------------------------------------------------------- |
|      | Distrito de Đakovica  | Đakovica           | - Dečani - Orahovac - Junik                                                   |
|      | Distrito de Gnjilane  | Gnjilane           | - Kamenica - Klokot - Parteš - Ranilug - Vitina                               |
|      | Distrito de Mitrovica | Kosovska Mitrovica | - Leposavic - Mitrovica Norte - Skenderaj - Vushtrri - Zubin Potok - Zvecan   |
|      | Distrito de Peć       | Peć                | - Istok - Klina                                                               |
|      | Distrito de Pristina  | Pristina           | - Drenas - Gračanica - Kosovo Polje - Lipljan - Novo Brdo - Obilic - Podujevo |
|      | Distrito de Prizren   | Prizren            | - Dragash - Malisheva - Mamusha - Suva Reka                                   |
|      | Distrito de Uroševac  | Uroševac           | - Kačanik - Štimlje - Štrpce                                                  |